# Konvolúció
A konvolúció egy olyan művelet, amit függvényeken és disztribúciókon is értelmeznek.
A {\displaystyle ({-\infty },\infty )} intervallumon értelmezett {\displaystyle f,g} integrálható függvények konvolúcióján az {\displaystyle f*g:x\mapsto \int _{-\infty }^{\infty }f(t)g(x-t)dt} integrállal definiált függvényt értik.
A konvolúciónak széles körű alkalmazásai vannak a valószínűségszámításban, a Fourier-sorok és a parciális differenciálegyenletek világában. Segítségével gyorsabban lehet számokat összeszorozni és egyes parciális differenciálegyenleteket megoldani.
A disztribúciókon így értelmezik a konvolúciót:
{\displaystyle (u*v)(\phi )=\lim _{k\rightarrow \infty }[(y,z)\mapsto \rho _{k}(y,z)\phi (y+z)].}

## A függvénykonvolúció tulajdonságai
A konvolúció kommutatív, asszociatív és disztributív az összeadásra.
Eredménye egy majdnem mindenütt értelmezett integrálható függvény, és {\displaystyle \int {f*g}\leqslant (\int f)(\int g).}
Jelölje {\displaystyle {\mathcal {F}}} a Fourier-transzformációt:
{\displaystyle {\mathcal {F}}(f*g)={\mathcal {F}}f{\mathcal {F}}g.}
A valószínűségszámításban azért szeretik alkalmazni ezt a műveletet, mert így meg lehet kapni a független valószínűségi változók összegének eloszlását. Így be lehet látni, hogy
- a {\displaystyle \mu } és a {\displaystyle \lambda } paraméterű független Poisson-eloszlások összege {\displaystyle \mu +\lambda } paraméterű Poisson-eloszlás,
- a független normális eloszlások összege is normális eloszlás lesz {\displaystyle m_{1}+m_{2}} várható értékkel és {\displaystyle \sigma _{1}^{2}+\sigma _{2}^{2}} szórásnégyzettel.
- {\displaystyle n} darab független {\displaystyle \lambda } paraméterű exponenciális eloszlás összege {\displaystyle n}-edrendű, {\displaystyle \lambda } paraméterű gammaeloszlás:

{\displaystyle h_{n}={\frac {\lambda ^{n}z^{n-1}e^{-\lambda z}}{(n-1)!}}.}

## Diszkrét konvolúció
A legtöbb függvény diszkrét a digitális jelfeldolgozásban, a valószínűségszámításban és a képfeldolgozásban. A diszkrét konvolúció képzési szabálya:
{\displaystyle (f*g)(n)=\sum _{k\in D}f(k)g(n-k)}
ahol az összegzés a két függvény értelmezési tartományának egyesítésén megy. Korlátos értelmezési tartomány esetén {\displaystyle f}-et és {\displaystyle g}-t azonosan nullának tekintik az eredeti értelmezési tartományán kívül.
Két polinom, formális hatványsor vagy véges főrészű Laurent-sor szorzatának együtthatói megadhatók az együtthatókból álló, esetleg nullákkal kibővített sorok diszkrét konvolúciójával. Az eredményül kapott végtelen soroknak csak véges sok nem nulla tagja lehet.
A diszkrét konvolúció hatékonyan számítható gyors Fourier-transzformációval.

## A disztribúciók konvolúciójának tulajdonságai

### A disztribúciók definíciója
A disztribúciók a kompakt tartójú végtelenszer folytonosan differenciálható függvények {\displaystyle C_{0}^{\infty }(\Omega )} terén értelmezett
lineáris funkcionálok, amik folytonosak a következő konvergencia értelmében:
1. Van {\displaystyle K} része {\displaystyle \Omega }, supp {\displaystyle \phi _{j}}, supp {\displaystyle \phi } része {\displaystyle K}
2. Tetszőleges {\displaystyle \alpha } indexvektor esetén {\displaystyle \partial ^{\alpha }\phi _{j}\to \partial ^{\alpha }\phi } egyenletesen {\displaystyle \Omega }-n.

### Tulajdonságok
- Két disztribúció nem mindig konvolválható.
- A konvolúció kommutatív és lineáris, de nem asszociatív. Sőt, még a létezés sem következik.
- Ha az {\displaystyle u} és a {\displaystyle v} disztribúciók konvolválhatók, akkor {\displaystyle u*v} tartója része {\displaystyle u} és {\displaystyle v} tartójának Minkowski-összegének.

A deriválással való kapcsolata miatt vezetik be:
- Ha az {\displaystyle u} és a {\displaystyle v} disztribúciók konvolválhatók, akkor {\displaystyle u*v} bármely parciális deriváltja megkapható az egyik disztribúció megfelelő parciális deriváltjának és a másik disztribúciónak a konvolúciójaként.

### Elégséges feltételek a konvolúció létezéséhez
- Legyenek {\displaystyle f,g} lokálisan integrálható függvények, és tekintsük a következő disztribúciókat: {\displaystyle v=\int _{\Omega }f\phi }, és {\displaystyle u=\int _{\Omega }g\phi ,} ahol {\displaystyle \Omega } {\displaystyle f} és {\displaystyle g} értelmezési tartománya.

Ekkor {\displaystyle u} és {\displaystyle v} konvolválható.
- Ha {\displaystyle u} és {\displaystyle v} egyike kompakt tartójú, akkor {\displaystyle u} és {\displaystyle v} konvolválható, és {\displaystyle (u*v)(\phi )=[(y,z)\mapsto \rho (z)\phi (y+z)],}

ahol {\displaystyle \rho (z)} akárhányszor differenciálható, és {\displaystyle \rho (z)=1} a kompakt tartó egy környezetében.
- Legyenek {\displaystyle u} és {\displaystyle v} disztribúciók. Legyen az {\displaystyle u} tartója egy {\displaystyle H} féltér része, és legyen {\displaystyle v} tartója egy olyan {\displaystyle K} valódi konvex körkúp része, aminek tengelye párhuzamos {\displaystyle H} normálisával. Ekkor {\displaystyle (u*v)(\phi )=(u\times v)[(y,z)\mapsto \psi (y)\rho (z)\phi (y,z)],}

ahol
- - {\displaystyle \psi ,\rho } akárhányszor differenciálható,
  - {\displaystyle \psi (y)=1} {\displaystyle K} egy környezetében, és {\displaystyle \psi (y)=0} egy nagyobb {\displaystyle H}-eltolt féltérben
  - {\displaystyle \rho (z)=1} egy nagyobb {\displaystyle K}-eltolt kúpban, és {\displaystyle \rho (z)=0} egy még nagyobb {\displaystyle K}-eltolt kúpon kívül